# Halimium umbellatum
El jaguarcillo  (Halimium umbellatum) es una especie  de la familia Cistaceae. 

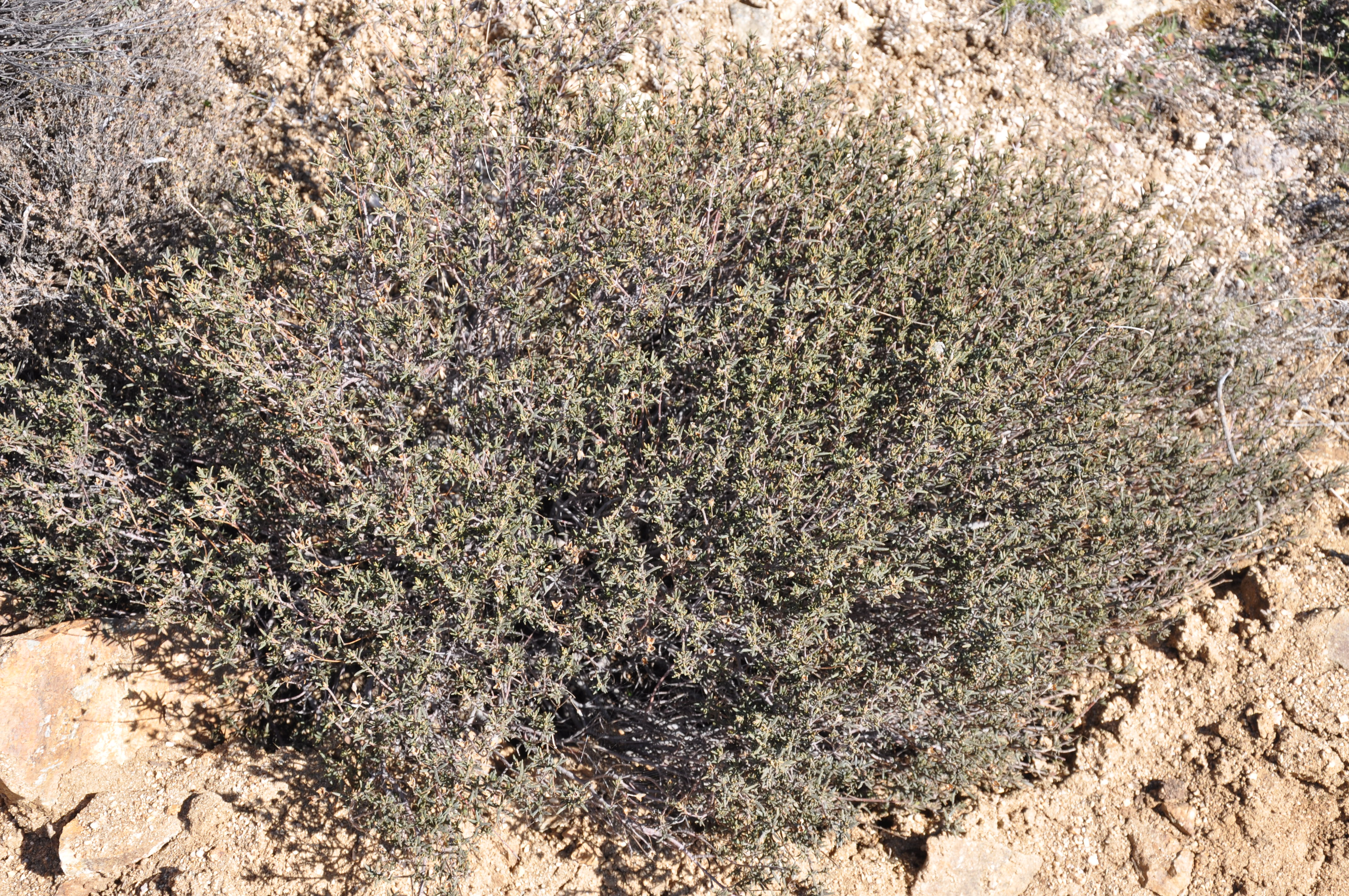
Vista de la planta

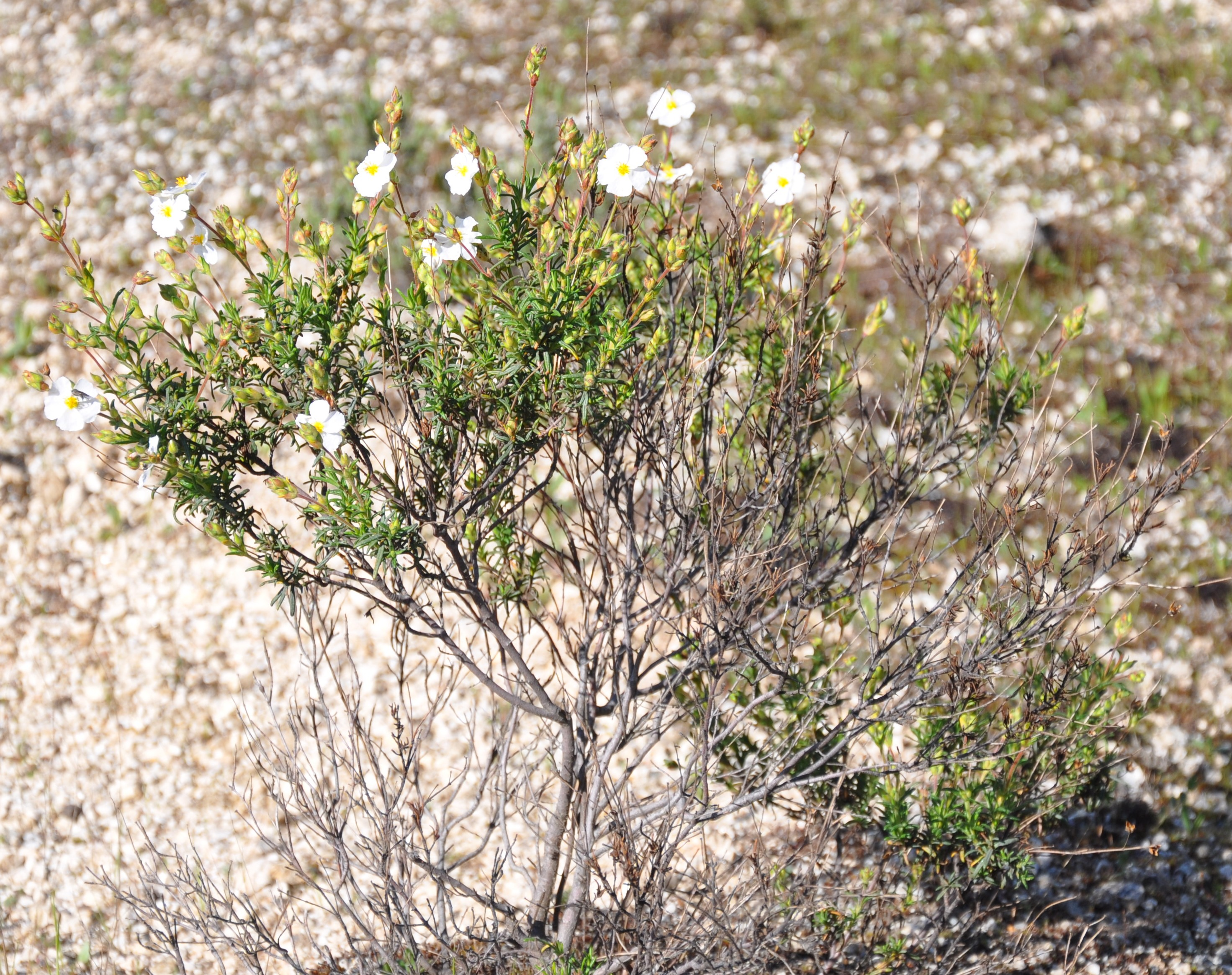
Vista de la planta

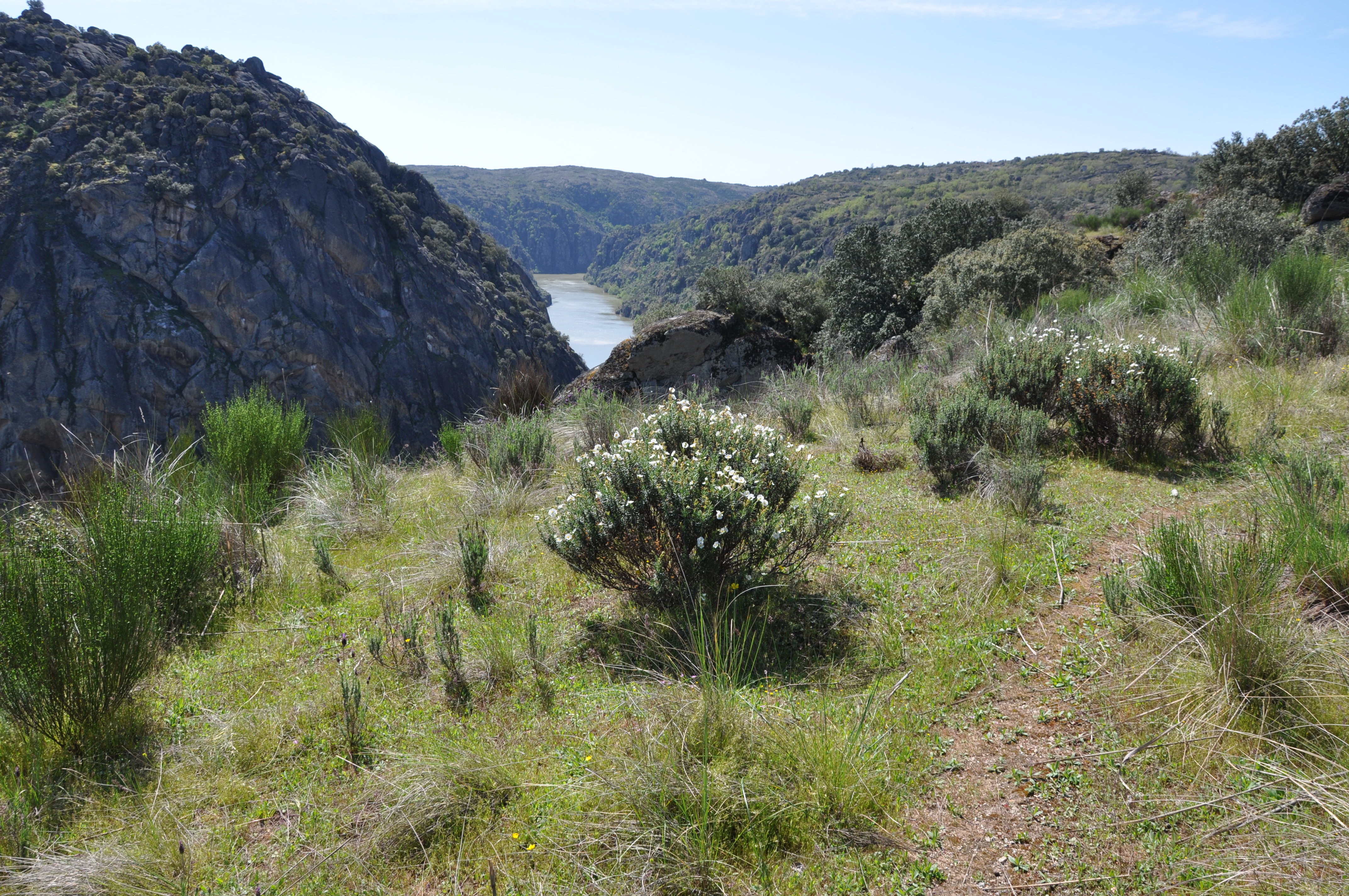
Hábitat

## Descripción
Planta leñosilla por abajo, de hasta 60 cm, aunque suele ser mucho menor; hojas sin rabillo, abundantes en el tallo, alargadas, (8-20 mm), estrechas (2,5-6 mm) y generalmente algo enrolladas por los bordes; con tres tipos de pelos diferentes, pringosas por efecto de uno de ellos. Las flores (en primavera y verano), tienen 5 pétalos blancos de unos 7-15 mm, al contrario que muchas otras de la familia no manchados, algo arrugados, en el interior de un cáliz de solo 3 sépalos verdes, ovales y puntiagudos; numerosos estambres y un estigma corto y recto; se disponen en grupos de 1-8 flores a lo largo del extremo de los tallos.

## Distribución y hábitat
Tiene una distribución iberonorteafricana. Crece entre los tomillos, pastos pobres y claros de encinares sobre terreno preferentemente arenoso y soleado en compañía de otras cistáceas que colorean notables extensiones en primavera.

## Taxonomía
Halimium umbellatum fue descrita por (Linnaeus) Spach. y publicado en Ann. Sci. Nat., Bot. sér. 2, 6: 366. 1836
Citología
Número de cromosomas de Halimium umbellatum (Fam. Cistaceae) y táxones infraespecíficos: 2n=18
Etimología
Halimium: nombre genérico que proviene del griego hálimon, latinizado halimon = principalmente la orgaza o salgada (Atriplex halimus L., quenopodiáceas). Seguramente Dunal creó este nombre seccional del género Helianthemum, porque una de sus especies más características –Halimium halimifolium (L.) Willk.; Cistus folio Halimi de Clusio– tiene las hojas semejantes a las del halimon.
umbellatum: epíteto latino  que significa "con forma de paraguas".
Subespecies
- Halimium umbellatum (L.) Spach subsp. umbellatum que se cría en matorrales, en terrenos silíceos en el noroeste y centro de la península ibérica y también en Francia, Grecia, Rodas y Líbano.
- Halimium umbellatum subps. viscosum (Willk.) O.Bolòs & Vigo, con abundantes pelos simples glandulíferos y que vive en jarales, jaguarzales, brezales más o menos secos, con cierta frecuencia en terrenos pedregosos. Crece en la zona mediterránea de la península ibérica y falta del norte y parte del este. Está también en el noroeste de África.[6]

## Nombres comunes
- Castellano: ardivieja, chaguazo, chaoguizo, huagarzo, jaguarcillo, jaguarzo, jarilla, juagarzo, revieja , tamarilla, taramilla, tomillo blanco, turmeruela, xaguarzo, xaguarzo de Andalucía.[7]